# Jamie Nicholls
Jamie Nicholls (ur. 21 lipca 1993 w Bradford) – brytyjski snowboardzista, specjalizujący się w konkurencjach freestyle.

## Kariera
Po raz pierwszy na arenie międzynarodowej pojawił się 23 października 2008 roku w Londynie, gdzie w mistrzostwach kraju zajął 23. miejsce w big air. Nigdy nie startował na mistrzostwach świata juniorów. W zawodach Pucharu Świata zadebiutował dwa dni później w tym samym mieście, zajmując 71. miejsce w tej konkurencji. Na podium zawodów tego cyklu po raz pierwszy stanął 20 marca 2016 roku w Szpindlerowym Młynie, gdzie zwyciężył w slopestyle’u. W zawodach tych wyprzedził Chrisa Corninga z USA i swego rodaka, Billy’ego Morgana. Najlepsze wyniki osiągnął w sezonie 2016/2017, kiedy to zajął jedenaste miejsce w klasyfikacji generalnej AFU, a w klasyfikacji slopestyle’u był drugi. W 2014 roku wystartował na igrzyskach olimpijskich w Soczi, gdzie zajął szóstą pozycję w slopestyle’u. W tej samej konkurencji był też między innymi czternasty na mistrzostwach świata w Stoneham.

## Osiągnięcia

### Igrzyska olimpijskie
| Miejsce | Dzień    | Rok  | Miejscowość | Konkurencja | Zwycięzca       |
| ------- | -------- | ---- | ----------- | ----------- | --------------- |
| 6.      | 8 lutego | 2014 | Soczi       | Slopestyle  | Sage Kotsenburg |

### Mistrzostwa świata
| Miejsce | Dzień       | Rok  | Miejscowość   | Konkurencja | Zwycięzca      |
| ------- | ----------- | ---- | ------------- | ----------- | -------------- |
| 14.     | 18 stycznia | 2013 | Stoneham      | Slopestyle  | Roope Tonteri  |
| DNS     | 21 stycznia | 2015 | Kreischberg   | Slopestyle  | Ryan Stassel   |
| 36.     | 11 marca    | 2017 | Sierra Nevada | Slopestyle  | Seppe Smits    |
| 48.     | 17 marca    | 2017 | Sierra Nevada | Big air     | Ståle Sandbech |
| 18.     | 9 lutego    | 2019 | Park City     | Slopestyle  | Chris Corning  |

### Puchar Świata

#### Miejsca w klasyfikacji generalnej
- sezon 2009/2010: 280.
  - AFU[2]
- sezon 2010/2011: 77.
- sezon 2011/2012: 43.
- sezon 2012/2013: 88.
- sezon 2013/2014: 40.
- sezon 2014/2015: 83.
- sezon 2015/2016: 13.
- sezon 2016/2017: 11.

#### Miejsca na podium
1. Szpindlerowy Młyn – 20 marca 2016 (slopestyle) – 1. miejsce
2. Seiser Alm – 27 stycznia 2017 (slopestyle) – 2. miejsce
3. Szpindlerowy Młyn – 25 marca 2017 (slopestyle) – 3. miejsce